# Ketty Lester
Ketty Lester, geboren als Revoyda Frierson (Hope, 16 augustus 1934), is een Amerikaanse r&b-zangeres en actrice, bekend van haar hit Love Letters uit 1962, die de top 5 van de hitlijsten in de Verenigde Staten en het Verenigd Koninkrijk bereikte. Ze is ook bekend van haar rol als Hester-Sue Terhune in de Amerikaanse televisieserie Little House on the Prairie.

## Carrière
Haar ouders waren boeren die uiteindelijk in totaal 15 kinderen zouden krijgen. Als jong kind zong Lester eerst in haar kerk en later in schoolkoren. Ze won een beurs om muziek te studeren aan het San Francisco State College en in de vroege jaren 1950 begon ze op te treden onder de naam Ketty Lester in de club Purple Onion van de stad. Later toerde ze door Europa en Zuid-Amerika als zangeres met het orkest van Cab Calloway.
Ketty Lester (als Revoyda Frierson) verscheen als deelnemer in de aflevering You Bet Your Life van 26 december 1957, georganiseerd door Groucho Marx. Lester zong You Do Something to Me. De gekozen categorie was Mother Goose, een onderwerp waarvan ze toegaf niets te weten. George Fenneman gaf haar de juiste antwoorden en zij en haar partner wonnen $1.000.
Toen ze terugkeerde naar Californië, nam ze haar eerste single Queen for a Day op voor Everest Records. Ze werd geïntroduceerd door Dorothy Shay aan de platenproducenten en songwriters Ed Cobb en Lincoln Mayorga van The Four Preps en The Piltdown Men, die voor haar een contract wonnen bij Era Records in Los Angeles. In 1961 brachten ze haar single Love Letters uit met I'm a Fool to Want You.
Lesters opname van Love Letters, met Lincoln Mayorga's schaarse pianoarrangement en Earl Palmer op drums, steeg naar #5 in de Billboard Hot 100 in het begin van 1962. De plaat bereikte ook de tweede plaats in de r&b-hitlijst en de vierde plaats in de UK Singles Chart, met een verkoop van meer dan 1 miljoen exemplaren en werd bekroond met een gouden schijf van de RIAA. In 1991 werd het op nummer 176 gerangschikt in de door de RIAA samengestelde lijst van Songs of the Century.
In 1962 toerde ze door het Verenigd Koninkrijk als voorprogramma van The Everly Brothers-tournee. Het vervolg, een versie van But Not for Me van George en Ira Gershwin uit de musical Girl Crazy, bereikte #41 in de Amerikaanse hitlijsten en #45 in het Verenigd KOninkrijk. Ze bracht het album Love Letters uit met de nummers You Can't Lie to a Liar en een cover van This Land Is Your Land van Woody Guthrie (beide als single uitgebracht) en werd genomineerd voor een Grammy Award in de categorie «Best Female Pop Vocal Performance».
Lester bleef tot 1964 opnemen voor Era met weinig succes, toen ze tekende voor RCA Records. Ze bracht voor dat label verschillende niet succesvolle singles en de twee albums The Soul of Me en Where Is Love? uit in een meer r&b-georiënteerde stijl, die werd vergeleken met Dinah Washington en Nancy Wilson. Sommige van haar eerdere opnamen stonden ook op de ene kant van een album dat werd gedeeld met eerder uitgebrachte nummers van Betty Everett. Ook in 1964 won ze een Theatre World Award voor haar optreden in de off-Broadway-show Cabin in the Sky. Ze verhuisde naar Tower Records en bracht de single en album When A Woman Loves A Man uit, een antwoord op When a Man Loves a Woman van Percy Sledge. Deze publicaties en latere platen voor het Pete-label, waaronder het album Ketty Lester uit 1968 hadden echter weinig commercieel succes.
Tegen het begin van de jaren 1970 stopte ze met zingen en ging ze acteren. Ze kreeg naar verluidt de rol aangeboden die uiteindelijk werd ingenomen door Diahann Carroll in de tv-serie Julia uit 1968-1971 en verscheen in verschillende films, waaronder Uptight (1968), Blacula (1972), Uptown Saturday Night (1974) en The Prisoner of Second Avenue (1975).
Ze vestigde zich als televisie-actrice in de jaren 1970 en 1980, speelde de rollen van Helen Grant in Days of Our Lives (1975-1977) en als Hester-Sue Terhune in Little House on the Prairie (1977-1983), evenals optredens in andere tv-shows en films, waaronder The Night the City Screamed (1980). Ze nam het album I Saw Him (1984) op met christelijke muziek op en keerde terug naar films met rollen in Street Knight (1993) en als tante Lucy in House Party 3 (1994).

## Discografie

### Singles
- 1962: Love Letters
- 1962: Whip O Will
- 1962: But Not for Me
- 1962: You Can't Lie to a Liar
- 1962: This Land Is Your Land
- 1963: Fallen Angel
- 1964: Some Things Are Better Left Unsaid
- 1964: Please Don't Cry Anymore
- 1964: I Trust You Baby
- 1964: You Go Your Way (And I'll Go Crazy)
- 1965: (Looking for A) Better World
- 1965: I'll Be Looking Back
- 1966: Secret Love
- 1966: When a Woman Loves a Man
- 1968: I Will Lead You
- 1968: Measure of a Man
- 1969: Show Me
- 1984: One Day at a Time
- 1984: Have You Heard?

### Albums
- 1962 Love Letters
- 1964 Betty Everett & Ketty Lester
- 1964 The Soul of Me
- 1965 Where Is Love?
- 1966 When a Woman Loves a Man
- 1969 Ketty Lester
- 1977 Ketty Lester in Concert
- 1982 A Collection of Her Best
- 1984 I Saw Love

## Filmografie

### Speelfilms
- 1968: Black Power
- 1972: Blacula
- 1974: It's Good to Be Alive (tv-film)
- 1974: Uptown Saturday Night
- 1975: The Prisoner of Second Avenue
- 1976: Louis Armstrong – Chicago Style (tv-film)
- 1976: Adventurizing with the Chopper (tv-film)
- 1978: Cops and Robin (tv-film)
- 1978: Battered (tv-film)
- 1980: The Night the City Screamed (tv-film)
- 1985: Handsome Harry's (tv-film)
- 1993: Street Knight
- 1993: Percy & Thunder (tv-film)
- 1994: House Party 3
- 1994: Jack Reed: A Search for Justice (tv-film)
- 1997: Runaway Car (tv-film)

### Tv-series
- 1969: The F.B.I. (een aflevering)
- 1969: Green Acres (twee afleveringen)
- 1969: That Girl (een aflevering)
- 1969: The Bill Cosby Show (een aflevering)
- 1969: Julia (vijf afleveringen)
- 1970: Here Come the Brides (een aflevering)
- 1970, 1973: Love, American Style (twee afleveringen)
- 1971: Room 222 (twee afleveringen)
- 1972: The Rookies (een aflevering)
- 1972–1973: Temperatures Rising (drie afleveringen)
- 1973: Sanford and Son (een aflevering)
- 1973–1975: Marcus Welby, M.D. (drie afleveringen)
- 1975: The Streets of San Francisco (een aflevering)
- 1975: Harry O (een aflevering)
- 1975–1977: Days of our Lives
- 1976: Hunter (een aflevering)
- 1977: Sugar Time! (een aflevering)
- 1977: The Waltons (een aflevering)
- 1977–1983: Little House on the Prairie (40 afleveringen)
- 1978: Lou Grant (een aflevering)
- 1979: The White Shadow (een aflevering)
- 1981: Palmerstown, U.S.A. (een aflevering)
- 1982: Happy Days (een aflevering)
- 1983: Hill Street Blues (twee afleveringen)
- 1984: The Fisher Family (een aflevering)
- 1984: Rituals
- 1985: G.I. Joe (vier afleveringen)
- 1986: Scarecrow and Mrs. King (een aflevering)
- 1986: Morningstar/Eveningstar (zeven afleveringen)
- 1986: Hotel (een aflevering)
- 1987: Webster (twee afleveringen)
- 1987: Trying Times (een aflevering)
- 1988: St. Elsewhere (een aflevering)
- 1989: In the Heat of the Night (een aflevering)
- 1989: Heartbeat (een aflevering)
- 1989: Alien Nation (een aflevering)
- 1989: Quantum Leap (een aflevering)
- 1990: Brewster Place (twee afleveringen)
- 1990: Chicago Soul (twee afleveringen)
- 1990: The New Adam-12 (een aflevering)
- 1991: L.A. Law (een aflevering)
- 1995: Courthouse (een aflevering)
- 1998: Getting Personal (een aflevering)

- Bibsys: 3029956
- Gemeinsame Normdatei: 134443764
- International Standard Name Identifier: 0000 0000 3156 2912
- Library of Congress Control Number: n93119721
- MusicBrainz: 75a67f04-d582-44b3-980c-e77bfd2f6dfb
- Virtual International Authority File: 116149196597174792696